# Aigyptos
Aigyptos (řecky Αἴγυπτος, latinsky Aegyptus) je v řecké mytologii synem egyptského krále Béla a jeho manželky Anchinoé. Byl králem v Egyptě.
Jeho bratry byli Danaos, který vládl v Libyi, později v Argu. Třetím byl Kéfeus, král aithiopský, otec Andromedy.
Aigyptos a Danaos byli dvojčata, mezi ně jejich otec rozdělil říši tak, že Aigyptos vládl Egyptu a Danaos Libyi. Hned po smrti svého otce se bratři pohádali o dědictví. Aigyptos měl padesát synů a ty chtěl jako gesto smíření provdat za Danaových padesát dcer. Jim ani jejich otci to ale nebylo po vůli. Aigyptos bratrovi vyhlásil válku.
Danaos nechal vystavět loď a se všemi dcerami odplul tajně do Řecka. V Argu byli vlídně přijati a poskytnuto jim útočiště. U břehů Řecka brzy zakotvila také Aigyptova loď, Aigyptos porazil královo vojsko a se svými syny přinutil Danaa, aby jim dal své dcery za manželky.
Danaos naoko nebyl proti, avšak hned poté svým padesáti dcerám nařídil, aby své manžele o svatební noci zavraždily. Dcery svého otce poslechly, přesně řečeno čtyřicet devět z nich bylo poslušných. Ta poslední, nejmladší z nich, Hyperméstra, se do svého ženicha zamilovala a otce neposlechla. Zachráněný byl nejmladší syn Aigyptův Lynkeus. Ten se stal později nástupcem na královském trůnu v Argu. Jeho potomci si moc v Argu udrželi a mnozí prosluli jako význační představitelé hérojských Řeků.
Pověst vypráví, že všech čtyřicetdevět hlav Aigyptových synů bylo hozeno do řeky Lerny, která od té doby má právě tolik pramenů.
Danaovny byly potrestány z vůle podsvětní soudní rady. Musejí navěky nosit v rozbitých džbánech vodu a nalévat ji do bezedných sudů.
Od Aigyptova jména Řekové odvodili jméno země, to přijali i Římané. Tento název se udržel až do dnešních dob. Ani tento mýtus ani název země však staří Egypťané neznali a neužívali. Pro svou zemi používali jiné názvy.